# Defensa franco Benoni
La defensa franco Benoni és una obertura d'escacs transposicional, caracteritzada pels moviments (en qualsevol ordre):
1.e4 e6
1.d4 c5
El seu nom es deu al fet que pot transposar immediatament, i normalment ho fa sempre, o bé a la defensa francesa, o bé a la defensa Benoni.
|  |

## Seqüència
Les blanques trien com continuarà el joc. En cas que vulguin transposar a la defensa siciliana poden continuar amb 3. Cf3, esperant que les negres facin 3... cxd, tot i que les negres poden llavors fer 3... d5 per entrar als esquemes de la defensa francesa.
Si les blanques volen transposar a la Benoni, llavors faran 3. d5. Llavors les negres poden continuar 3... ed5 4. exd5, amb una estructura Benoni.